# Abigail Moura
Abigail Moura (Eugenópolis, Minas Gerais, 22 de novembro de 1904 – Rio de Janeiro, 2 de março 1970), ou Abigail Cecílio de Moura, foi um compositor e arranjador de música popular brasileira negro.
Atuou como compositor e arranjador de música popular brasileira. Produziu trilhas sonoras para eventos (como a Conferência Nacional do Negro de 1949 e o Congresso do Negro Brasileiro de 1950) e para políticos renomados.
Em 1942, Abigail Moura criou a Orquestra Afro-Brasileira, composta por músicos negros e promovendo a cultura preta por meio de repertório inédito, instumentos e indumentárias afro-brasileiras. A Orquestra gravou dois discos sob sua liderança: Obaluayê!, de 1957, e Orquestra Afro-Brasileira, de 1968.